# IC 5081
IC 5081 је спирална галаксија у сазвјежђу Делфин која се налази на листи објеката дубоког неба у Индекс каталогу.
Деклинација објекта је + 19° 11' 21" а ректасцензија 21h 3m 1,2s. Привидна величина (магнитуда) објекта IC 5081 износи 14,7 а фотографска магнитуда 15,5. IC 5081 је још познат и под ознакама CGCG 448-32, PGC 65971.